# Línea 36 (Avanza Zaragoza)
La línea 36 es una línea regular diurna de Avanza Zaragoza. Realiza el recorrido comprendido entre el barrio del Picarral y el barrio de Valdefierro en la ciudad de Zaragoza (España). Fue inaugurada en 1975 con el recorrido Plaza Portillo- Valdefierro 
Tiene una frecuencia media de 8 minutos.
Atraviesa el barrio de San Juan de La Peña.

## Recorrido

### Sentido Valdefierro
Camino Juslibol, Monte Perdido, San Juan de la Peña, Sobrarbe, Paseo de Echegaray y Caballero, Plaza Europa, Diputados, Avenida Madrid, Avenida Navarra, Rioja, Avenida Madrid, Carretera de Madrid, Dalia, Francisca Millán Serrano, Federico Ozanam, Aldebarán, Pléyades, Tulipán.

### Sentido Picarral
Tulipán, Vía Láctea, Miguel Ángel Blanco, Avenida Valdefierro, Carretera de Madrid, Brea de Aragón, Julián Sanz Ibáñez, Rioja, Avenida Navarra, Avenida Madrid, Plaza Europa, Paseo de Echegaray y Caballero, Avenida Pirineos, Mariano Baselga, Sixto Celorrio, Valle de Oza, Valle de Broto, San Juan de la Peña, Monte Perdido, Camino Juslibol.